# Герман Български
Вижте пояснителната страница за други личности с името Герман.
Герман (или Гавриил) е български патриарх в края на X век.
Герман е споменат в Дюканжовия списък непосредствено след Дамян. Предполага се, че е избран за патриарх през 70-те години на X век, след завземането на Североизточна България от византийците. Според Дюканжовия списък седалището му е във Воден, а по-късно в Преспа. Димитър Цухлев счита, че той е избран за патриарх в Средец и първоначално пребивава там, но Иван Снегаров предполага, основавайки се на хрисовул на император Василий II, че след напускането на Воден и преди установяването си в Преспа патриархът известно време има за резиденция Мъглен.
Патриарх Герман оглавява православната църква в границите на държавата на цар Самуил. По негово време (през 983 или 985 година) са пренесени от Лариса в Преспа мощите на Свети Ахил и са положени в катедралния храм, издигнат в чест на светеца. Между 989 и 992 година цар Самуил и патриарх Герман пренасят мощите на Свети Иван Рилски в Средец.
Българският патриарх Герман умира в Преспа около 1000 година и е погребан в храма „Свети Герман“,, станал впоследствие епископална църква.